# Adelheidstraße 18 (Hannover)

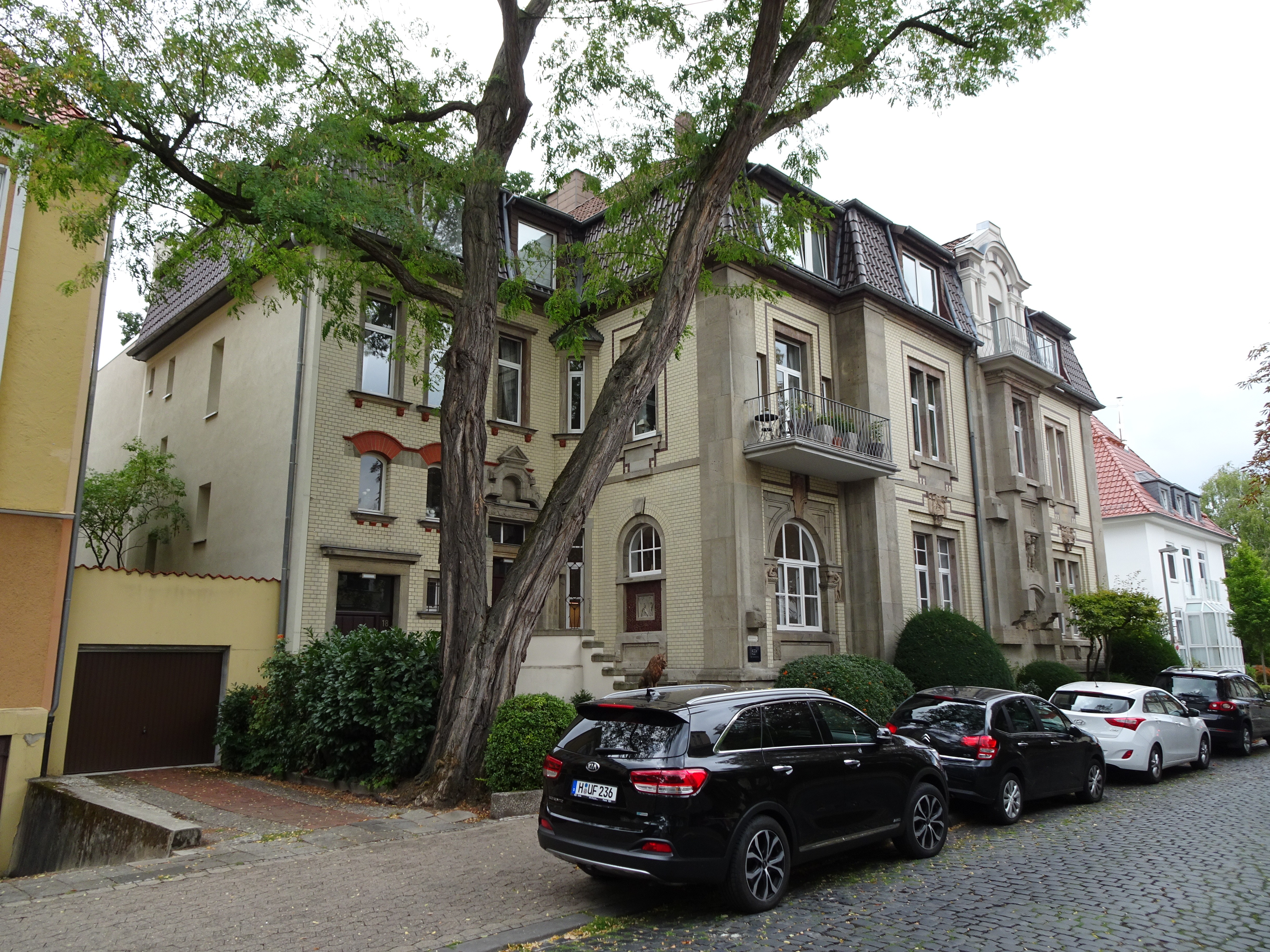
Adelheidstraße 18 in der Südstadt von Hannover, Sitz der Architektengemeinschaft Storch Ehlers Partner

Das Haus Adelheidstraße 18 in der Südstadt von Hannover ist ein denkmalgeschütztes Wohngebäude, das sich der Kirchenmaler und Architekt Oscar Wichtendahl um 1910 nach seinen Plänen als eigenes Wohnhaus errichten ließ. Das baukünstlerisch bedeutende Objekt zeigt sich zunächst als zweigeschossiger villenartiger, kubischer Baukörper unter einem Mansardwalmdach, dessen weißes Verblend-Mauerwerk durch Elemente aus Sandstein gegliedert wird.

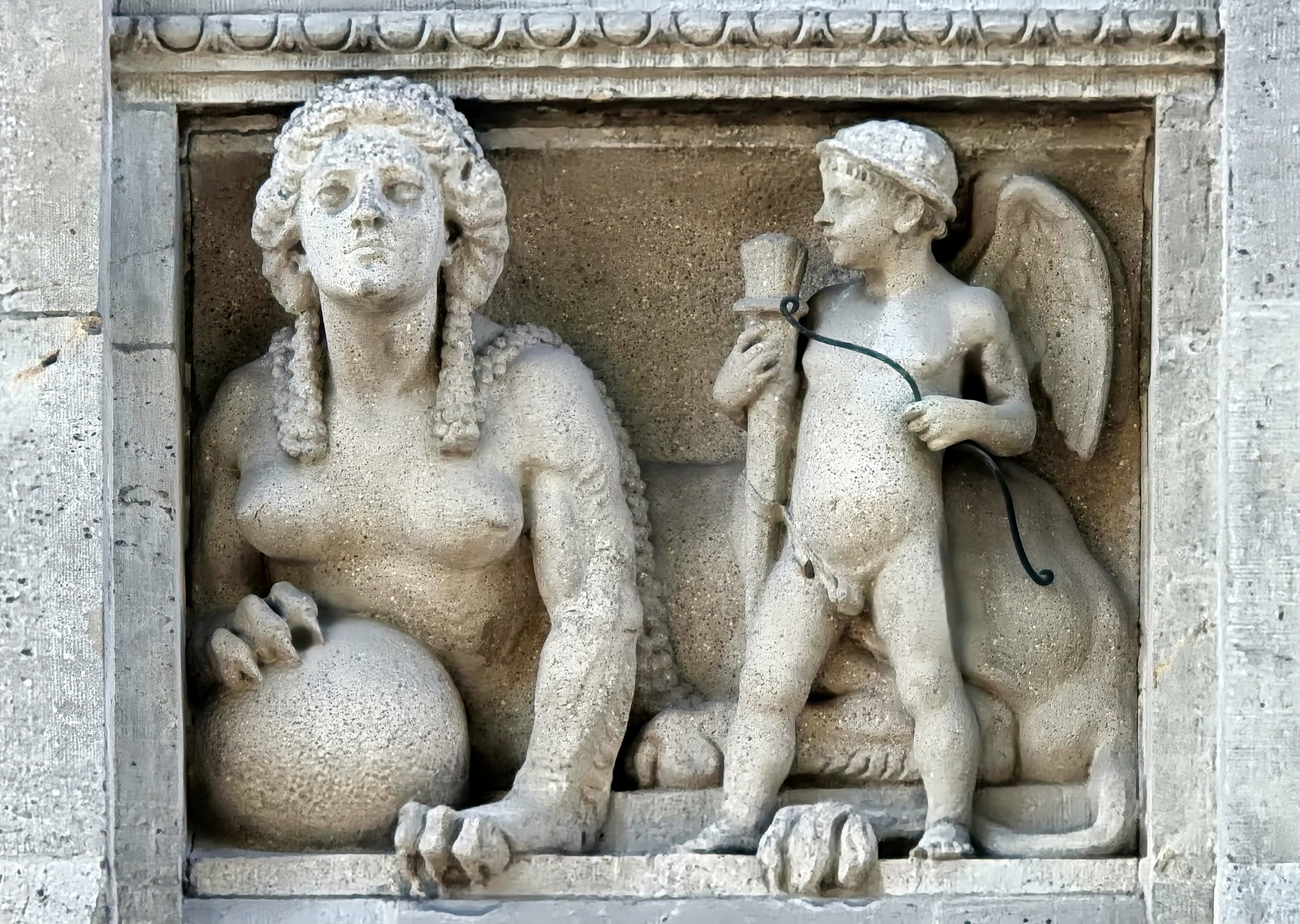
Sphinx und Amor als symbolistische, halbplastische Elemente an der Hausfassade

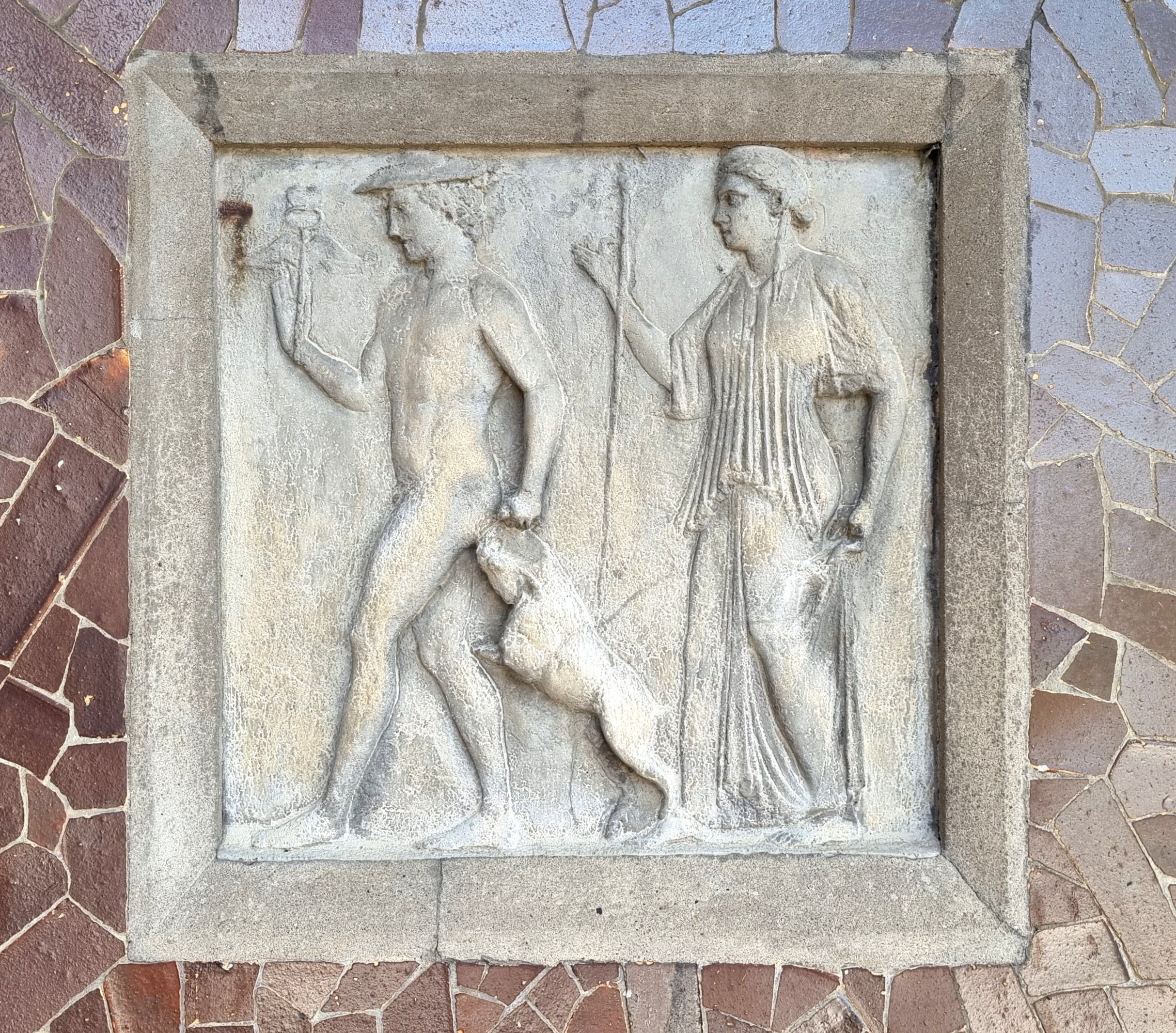
Griechische Mythologie: Hermes mit der Ziege Amaltheia
Relief auf dem Treppenabsatz des Hauses

Das Gebäude stellt vor allem „wegen seiner ungewöhnlichen Formensprache ein wichtiges Element in der hannoverschen Architektur dar: [...] Der kräftige, symbolistische Dekor am Eingang und Erker nimmt stilistisch Elemente des späten Jugendstils und des Neoklassizismus auf.“
1943, im Jahr der größten Luftangriffe auf Hannover, verzeichnete das Adressbuch der Stadt Hannover die „Kunsthandwerkerin, Margaretenspitzen-Technik“ Margarete Naumann im zweiten Obergeschoss des Hauses.